# Élection présidentielle togolaise de 2020
L'élection présidentielle togolaise de 2020 a lieu le 22 février 2020 afin d'élire le Président du Togo. Le président sortant Faure Gnassingbé est candidat à sa réélection après avoir fait modifier la constitution afin de pouvoir se présenter pour un quatrième mandat consécutif. 
Gnassingbé est réélu sans surprise dès le premier tour avec plus de 70 % des suffrages, un résultat contesté par l'opposition qui accuse le gouvernement de fraude électorale.

## Contexte

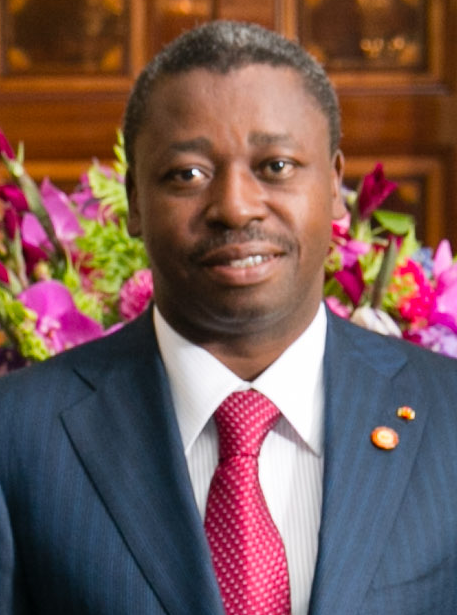
Faure Gnassingbé en 2014

Le président sortant Faure Gnassingbé est au pouvoir depuis la mort de son père en 2005. Il est réélu pour un troisième mandat lors de l'élection présidentielle togolaise de 2015, avec plus de 58 % des suffrages. Il doit alors s'agir de son dernier, la constitution l’empêchant de concourir pour un nouveau mandat.
En septembre 2017, le gouvernement introduit au parlement un projet de réforme de la constitution prévoyant entre autres une modification du mode de scrutin utilisé pour les élections présidentielles togolaises, avec un passage au scrutin uninominal majoritaire à deux tours au lieu d'un seul ainsi qu'une limitation à deux du nombre de mandats.
La modification constitutionnelle est vivement critiquée par l'opposition, en particulier la non-rétroactivité de la limitation du nombre de mandats, qui permettrait à Faure Gnassingbé, président depuis 2005, de se représenter en 2020 et 2025. À la suite des appels à manifester massivement contre le projet, des dizaines de milliers de personnes se réunissent pour protester dans plusieurs villes du pays dont 100 000 dans la capitale Lomé les 6 et 7 septembre.
Pour être adopté par seule voie parlementaire, un projet de révision de la constitution doit être voté à la majorité des quatre cinquièmes des 91 membres du parlement. Le 19 septembre 2017, cependant, le projet ne réunit que 62 voix sur 91, toutes provenant du parti présidentiel, l’Union pour la République (UNIR).  L'opposition ne participe pas à la séance, la considérant, selon l’Alliance nationale pour le changement (ANC, principal parti d’opposition) comme un « simulacre de plénière ». La majorité des trois cinquièmes ayant été atteinte, le projet de révision est néanmoins valide pour un passage par voie référendaire. Les manifestations organisées contre le projet dans la capitale et les grandes villes togolaises forcent cependant le gouvernement à temporiser. Initialement, le gouvernement comptait sur une organisation du scrutin avant la fin de l'année, mais l'opposition le contraint ainsi à entamer préalablement un dialogue, repoussant le scrutin à 2018.
Après une médiation des chefs d’État et de gouvernement de la Communauté économique des États de l'Afrique de l'Ouest le 31 juillet 2018 à Lomé, le scrutin a finalement lieu le 20 décembre 2018. L'Union pour la République (UNIR) au pouvoir conserve sa majorité absolue avec 59 sièges sur 91. Le parlement connait par ailleurs une forte hausse du nombre de députés indépendants, 18 d'entre eux décrochant un siège. L'Union des forces de changement (UFC) et quatre autres formations se partagent les quelques sièges restants.
Malgré la majorité absolue obtenue, le scrutin est initialement considéré comme un échec relatif pour l'UNIR, qui ne parvient pas à décrocher la majorité des quatre cinquièmes des sièges nécessaire à une modification constitutionnelle par seule voie parlementaire, même en comptant sur ceux de son allié l'UFC, et ce malgré le boycott d'une grande partie de l'opposition. Le 8 mai 2019, cependant, le gouvernement parvient à faire voter à la quasi-unanimité une révision constitutionnelle permettant à Gnassingbé de se maintenir jusqu'en 2030.

## Mode de scrutin
Depuis la révision constitutionnelle de 2019 le président togolais est élu au scrutin uninominal majoritaire à deux tours pour un mandat de cinq ans renouvelable une seule fois. Pour l’emporter dès le premier tour, un candidat doit réunir la majorité absolue des suffrages exprimés. À défaut, un second tour est organisé entre les deux candidats arrivés en tête, et celui recueillant le plus de suffrages est déclaré élu.
La cour constitutionnelle déclare le 2 novembre 2018 que le scrutin présidentiel doit avoir lieu entre le 19 février et le 5 mars 2020 afin de respecter la constitution, qui impose son organisation entre 60 et 75 jours avant la fin du mandat présidentiel en cours. Les candidats ont jusqu'à 45 jours avant la date du scrutin pour déposer leur candidature. Une révision des listes électorales a auparavant lieu entre du 29 novembre au 1er décembre 2019. Le 6 décembre 2019, le premier tour de la présidentielle est fixé par décret pris en conseil des ministres au 22 février 2020, précédé d'une campagne électorale officielle du 6 au 20. Pour la première fois, la diaspora togolaise peut participer au scrutin à la suite d'une loi votée début novembre. Comme pour les élections précédentes, les forces de l'ordre et l'armée votent 72 heures avant le reste de la population afin d'être disponibles pour assurer la sécurité des opérations électorales.

## Candidats
Sur un total de dix candidatures, sept sont validées par la Cour constitutionnelle et se présentent lors de l’élection, dont notamment Faure Gnassingbé, candidat de l'Union pour la république (UNIR) et président sortant, ainsi que Jean-Pierre Fabre, candidat de l'Alliance Nationale pour le Changement (ANC) arrivé deuxième au scrutin précédent.
Bien qu'investi par le Nouvel engagement togolais (NET), Gerry Tamaa se désiste 24 heures avant la clôture des inscriptions en invoquant un manque de préparation de l'opposition et la « modicité des intentions » du parti.

## Résultats
|                          | Faure Gnassingbé         | UNIR                     | 1 760 309 | 70,78 |  |  |
|                          | Agbéyomé Kodjo           | MPDD                     | 483 926   | 19,46 |  |  |
|                          | Jean-Pierre Fabre        | ANC                      | 116 336   | 4,68  |  |  |
|                          | Aimé Gogué               | ADDI                     | 59 777    | 2,40  |  |  |
|                          | Wolou Komi               | PSR                      | 29 791    | 1,20  |  |  |
|                          | Georges Williams Kuessan | SP                       | 19 923    | 0,80  |  |  |
|                          | Tchassona Traoré         | MCD                      | 16 814    | 0,68  |  |  |
|                          |                          |                          |           |       |  |  |
| Votes valides            | Votes valides            | Votes valides            | 2 486 876 | 72,07 |  |  |
| Votes blancs et nuls     | Votes blancs et nuls     | Votes blancs et nuls     | 963 413   | 27,93 |  |  |
| Total                    | Total                    | Total                    | 3 449 989 | 100   |  |  |
| Abstention               | Abstention               | Abstention               | 288 797   | 7,72  |  |  |
| Inscrits / participation | Inscrits / participation | Inscrits / participation | 3 738 786 | 92,28 |  |  |

## Suites
- Faure Gnassingbé
- Agbéyomé Kodjo

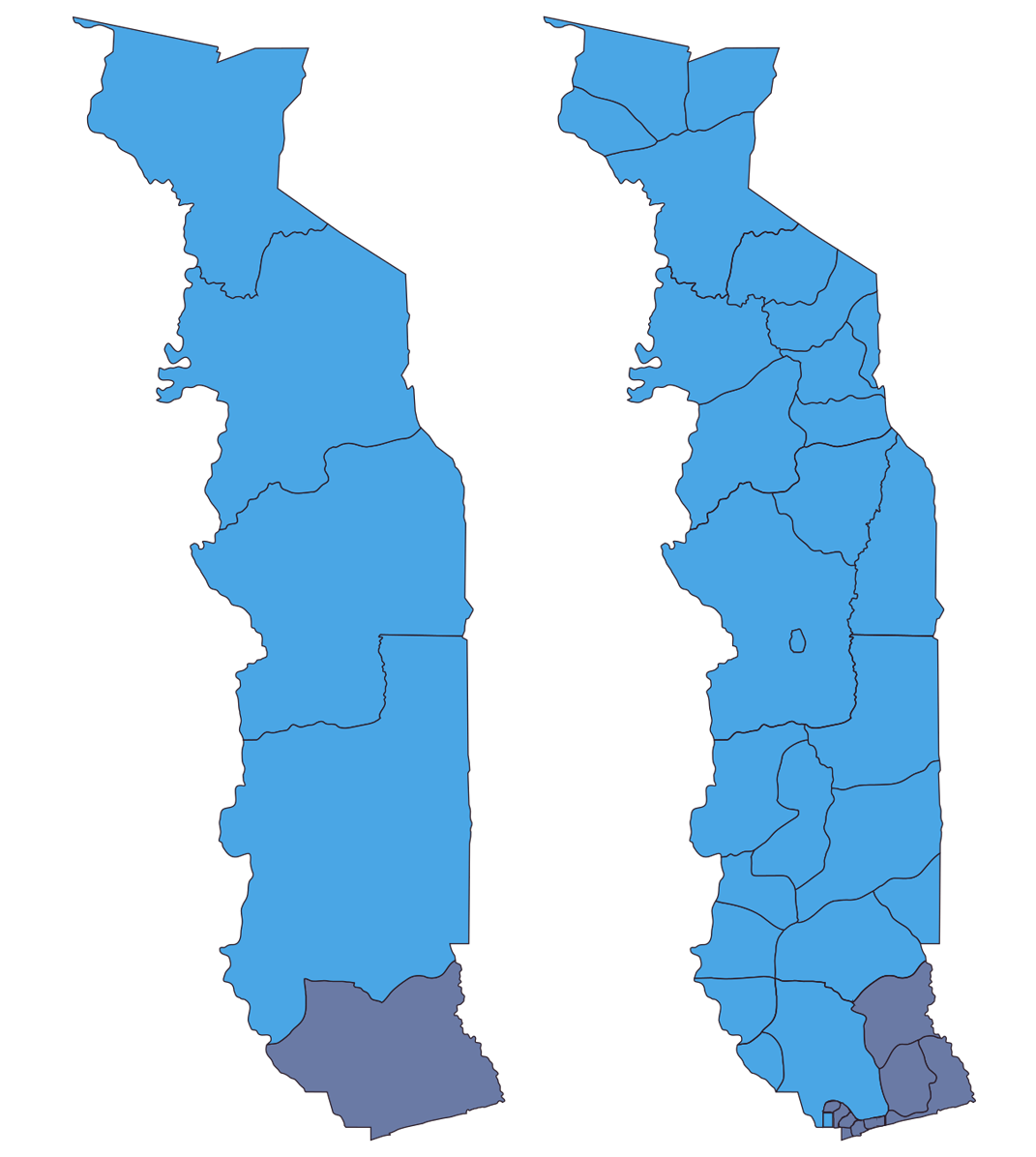

Les résultats sont contestés avant même leur annonce par l'opposition et des représentants de la société civile, qui accusent le gouvernement d'avoir procédé à une fraude électorale par le biais de bourrage d'urnes et de trucages des chiffres. Agbéyomé Kodjo se proclame ainsi président élu lors d'une conférence de presse organisée au soir du scrutin, sur la base d'une compilation de procès verbaux effectuée par ses partisans le donnant vainqueur avec entre 57 et 61 %. Kodjo appelle dans la foulée Faure Gnassingbé à reconnaître sa défaite,.
La Ceni proclame les résultats provisoires le 24 février, après le dépouillement le plus rapide organisé par elle pour un scrutin présidentiel. Les résultats donnent sans surprise le président sortant Faure Gnassingbé vainqueur dès le premier tour avec 72,36 % des voix, contre 18,37 % à l'ancien Premier ministre devenu opposant, Agbéyomé Kodjo. Celui-ci obtient ainsi la très convoitée place de chef officiel de l'opposition, lui assurant un salaire et une tribune à chaque manifestation officielle,. Principal candidat de l'opposition à la présidentielle de 2015, Jean-Pierre Fabre ne recueille quant à lui que 4,35 %, tandis que les autres candidats obtiennent des résultats négligeables[réf. souhaitée]. Le taux de participation, annoncé à 76,63 %, est par ailleurs en nette hausse, avec 15 points de plus qu'en 2015. La Cour constitutionnelle dispose d'un délai de six jours pour se prononcer sur d'éventuels recours et proclamer les résultats définitifs,. Un recours est déposé le 26 par Agbéyomé Kodjo. La Cour rejette son recours pour manque de preuve, et proclame les résultats définitifs le 3 mars, confirmant la victoire au premier tour de Faure Gnassingbé, avec une participation revue nettement à la hausse à 92,28 % des inscrits. Le président sortant commence son nouveau mandat le 3 mai 2020.